# الانتقال الغذائي
الانتقال الغذائي  هو التحول في الاستهلاك الغذائي ومخزون الطاقة التي تتزامن مع التغيرات الاقتصادية والديمغرافية والوبائية. وعلى وجه التحديد، يستخدم هذا المصطلح لانتقال البلدان النامية من النظم الغذائية التقليدية المرتفعة في الحبوب والألياف إلى نظم غذائية نمطية غربية أعلى في معدل السكريات والدهون والأغذية التي مصدرها الحيوانات.

## الإطار التاريخي
عُرض نموذج الانتقال الغذائي لأول مرة في 1993 عن طريق باري بوميكن، وهو أشهر انتقال غذائي في التاريخ الأدبي. على الرغم من تعرضه للنقد بسبب كونه مبسط للغاية. يفترض بوميكن أن اثنين من التحولات التاريخية الأخرى تؤثر وتتأثر بالانتقال الغذائي. بين الأول ، التحول الديموغرافي ، حيث يتحول نمط الخصوبة المرتفع والوفيات المرتفعة إلى نمط من انخفاض الخصوبة وانخفاض معدل الوفيات. ثانيًا، الانتقال الوبائي عندما يظهر التحول من نمط الانتشار المرتفع للأمراض المعدية المرتبطة بسوء التغذية ، والمجاعة الدورية وضعف الإصحاح البيئي ، إلى نمط الانتشار المرتفع للأمراض المزمنة والمنحرفة المرتبطة بأنماط الحياة الحضرية-الصناعية. وتشترك هذه التحولات المتزامنة والمتأثرة ديناميكيًا في التركيز على الطرق التي ينتقل بها السكان من نمط إلى آخر. استخدم بوميكن خمسة أنماط واسعة للمساعدة في تلخيص نموذج انتقال التغذية. في حين أن هذه الأنماط تظهر إلى حد كبير كرونولوجية ، فمن المهم ملاحظة أنها لا تقتصر على فترات معينة من التاريخ البشري وما زالت تميز بعض المجموعات السكانية الفرعية الجغرافية والاجتماعية الاقتصادية.النمط الأول هو جمع الطعام ، وهو توصيف للصيادين-الجامعين الذين كانت وجباتهم عالية في الكربوهيدرات وانخفاض الدهون ، وخاصة الدهون المشبعة.يتم تعريف النمط الثاني من خلال المجاعة ، وندرة ملحوظة وانخفاض اختلاف إمدادات الغذاء.النمط الثالث هو واحد من تراجع المجاعة. تزداد الفواكه والخضراوات واستهلاك البروتين الحيواني ، وتصبح المواد الغذائية النشوية أقل أهمية في النظام الغذائي.النمط الرابع هو واحد من الأمراض التنكسية التي بدأها نظام غذائي مرتفع في إجمالي الدهون والكوليسترول والسكر وغيرها من الكربوهيدرات المكررة وانخفاض في الأحماض الدهنية المتعددة غير المشبعة والألياف.وغالبًا ما يكون هذا النمط مصحوبًا بنمط حياة مستقر بشكل متزايد. يتميز النمط الخامس ،
وهو أحدث نمط ناشئ ، بتغيير سلوكي يعكس الرغبة في منع أو تأخير الأمراض التنكسية.إن التغيرات الحديثة والسريعة التي شهدناها في البلدان النامية من النمط الثاني والثالث إلى الرابع هي التركيز المشترك لأبحاث التحول التغذوي والرغبة في السياسة التي من شأنها أن تؤكد على وجود نظام غذائي صحي أفضل يميز التحول من النمط الرابع إلى النمط الخامس.